# Lin Qingfeng

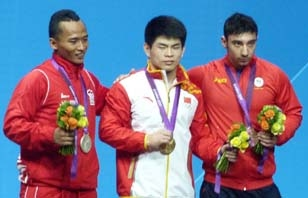
Triyatno, Lin Qingfeng und Răzvan Martin (2012)

Lin Qingfeng (chinesisch 林清峰, Pinyin Lín Qīngfēng; * 26. Januar 1989 in Changle, Provinz Fujian) ist ein chinesischer Gewichtheber. Er wurde 2012 Olympiasieger im Leichtgewicht.

## Werdegang
Das Talent von Lin Qingfeng wurde frühzeitig erkannt. Seit mehreren Jahren trainiert er deshalb schon in einem Leistungszentrum des chinesischen Gewichtheber-Verbandes. Sein Trainer ist Chen Wenbin. Er ist 1,67 Meter groß und startet im Leichtgewicht, der Gewichtsklasse bis 69 kg Körpergewicht.
Im Jahre 2009 begann die internationale Karriere von Lin Qinfeng. Er wurde in diesem Jahr in Bukarest Junioren-Weltmeister (U 20) mit einer Zweikampfleistung von 320 kg (147–173) vor Paisan Hansawong, Thailand, der ebenfalls 320 kg (145–175) erzielte, aber etwas schwerer war. Bei den nach dieser Meisterschaft stattfindenden chinesischen Nationalspielen steigerte er sich im Zweikampf auf 332 kg (150–182) und belegte damit hinter Liao Hui, 358 kg (163–195) und Tang Deshang, 341 kg (156–185) den 3. Platz.
2010 wurde er erstmals chinesischer Meister im Leichtgewicht mit einer Zweikampfleistung von 345 kg (155–190). Zu einem Einsatz bei einer internationalen Meisterschaft kam er in diesem Jahr aber nicht. 2011 konnte er wegen einer Verletzung nicht an der chinesischen Meisterschaft teilnehmen, startete aber bei der Asienmeisterschaft 2011 in Tongling/China und sicherte sich dort mit 328 kg (152–176) den Titel.
2012 wurde er mit 345 kg (157–188) im Zweikampf wieder chinesischer Meister von Qiao Ningbo, 339 kg (156–183). Er wurde daraufhin bei den Olympischen Spielen in London an den Start geschickt, wo er mit einer Zweikampfleistung von 344 kg (157–187) in überlegenem Stil die Goldmedaille vor dem Indonesier Triyatno, 333 kg (145–188) und Razvan Martin, Rumänien, 332 kg (152–180) gewann.
Bei den chinesischen Meisterschaften 2013 kam Lin Qingfeng im Leichtgewicht auf 338 kg (153–185) und belegte damit nur den 4. Platz.

## Internationale Erfolge
| Jahr | Platz | Wettbewerb                           | Gewichtsklasse | Ergebnisse |
| 2009 | 1.    | Junioren-WM (U 20) in Bukarest       | Leicht         | mit 320 kg (147–173), vor Paisan Hansawong, Thailand, 320 kg (145–175) und Razvan Martin, Rumänien, 313 kg (143–170) |
| 2011 | 1.    | Asienmeisterschaft in Tongling/China | Leicht         | mit 328 kg (152–176), vor Kiun Dok, Nordkorea, 308 kg (135–173) und Ralvi Kumar Katulu, Indien, 306 kg (139–167)     |
| 2012 | Gold  | OS in London                         | Leicht         | mit 344 kg (157–187), vor Triyatno, Indonesien, 333 kg (145–188) und Razvan Martin, 332 kg (152–180)                 |

## Chinesische Meisterschaften
| Jahr | Platz | Gewichtsklasse | Ergebnisse |
| 2009 | 3.    | Leicht         | mit 332 kg (150–182), hinter Liao Hui, 358 kg (163–195) und Tang Deshang, 341 kg (156–185)                                |
| 2010 | 1.    | Leicht         | mit 345 kg (155–190), vor Hung Liuwei, 322 kg (146–176) und Sun Dingfa, 317 kg (141–176)                                  |
| 2012 | 1.    | Leicht         | mit 345 kg (157–188), vor Qiao Ningbo, 339 kg (156–183) und Liang Chenxi, 339 kg (153–186)                                |
| 2013 | 4.    | Leicht         | mit 338 kg (153–185), hinter Liao Hui, 348 kg (161–187), Liang Chenxi, 340 kg (153–187) und Feng Ludong, 339 kg (153–186) |

## Erläuterungen
- alle Wettkämpfe im Zweikampf, bestehend aus Reißen und Stoßen
- OS = Olympische Spiele, WM = Weltmeisterschaft
- Leichtgewicht, Gewichtsklasse bis 69 kg Körpergewicht